# カルテック
株式会社カルテック（英: Caltec Co., Ltd. ）は、栃木県宇都宮市に本社を置く日本の警備業者である。

## 概要
1980年4月、八下田梱包有限会社として設立。後にグループ会社である株式会社キャリー交通より警備事業を譲り受けると同時に、株式会社カルテックに社名変更した。

## 沿革
- 1980年4月 - 八下田梱包有限会社として設立。工場の荷役業務を請け負う。
- 1994年1月 - キヤノン株式会社宇都宮事業所の施設警備業務開始。（株式会社キャリー交通）(2010年8月契約終了）
- 2008年1月 - 株式会社カルテックに社名変更。施設警備業務を株式会社キャリー交通より譲り受ける。
- 2013年1月 - 交通誘導警備業務開始
- 2014年1月 - セキュリティシステム（防犯カメラ）設置販売開始。
- 2020年10月 - バイオセキュリティ事業部発足。新型コロナウイルス感染防止策として環境表面殺菌サービスを開始。
- 2021年10月- ザ・リッツ・カールトン日光 施設警備業務を受注。
- 2023年6月 -  内閣府男女共同参画局 G7栃木県・日光男女共同参画・女性活躍担当大臣会合の会場警備を担当。
- 2025年3月 - 慢性的な警備員不足という警備業界の課題解決に向け、分散ネットワーク型警備会社協働プラットフォームSECURINETを開発。全国展開に向け運営開始。
- 2025年6月 - SECURINET、下野新聞の取材を受け経済面へ掲載。
- 2025年7月 - SECURINET、特許取得（特願2025-046248）